# Asterothyrium argenteum
Asterothyrium argenteum är en lavart som beskrevs av Johannes Müller Argoviensis 1890. Asterothyrium argenteum ingår i släktet Asterothyrium och familjen Gomphillaceae. Inga underarter finns listade i Catalogue of Life.